# Ячейка Блэкмера
Яче́йка Блэ́кмера (англ. Blackmer [gain] cell) — схема электронного управляемого напряжением усилителя (УНУ, амплитудный модулятор) с экспоненциальной характеристикой управления, предложенная и доведённая до серийного выпуска Дэвидом  Блэкмером в 1970—1973 годы. Четырёхтранзисторное ядро схемы образовано двумя встречно включёнными токовыми зеркалами на комплементарных биполярных транзисторах. Входной транзистор каждого из зеркал логарифмирует входной ток, а выходной транзистор антилогарифмирует сумму логарифма входного тока и модулирующего напряжения. Логарифмирующие усилители, использующие фундаментальную экспоненциальную зависимость тока через pn-переход от напряжения на нём, были известны задолго до работ Блэкмера, но оперировали только напряжениями одной полярности и токами одного направления. Новизна изобретения Блэкмера заключалась в раздельной, двухтактной обработке положительной и отрицательной полуволн переменного сигнала с помощью двух комплементарных цепей, что впервые позволило логарифмировать знакопеременные напряжения и токи.
Ячейка Блэкмера — исторически первая схема прецизионного УНУ, пригодная для высококачественной записи и воспроизведения звука. Уже в 1970-е годы динамический диапазон регулирования серийных изделий составлял 110 дБ и более при низких, не более 0,01 %, нелинейных искажениях; во всём диапазоне регулирования действовала линейная зависимость между управляющим напряжением и логарифмом коэффициента усиления. Основными сферами применения схемы Блэкмера стали дистанционно управляемые микшерные пульты, студийные компрессоры аудиосигнала, микрофонные усилители и компандеры системы шумопонижения dbx. В 2010-е годы это одна из двух по-прежнему широко применяющихся в студийной и концертной аппаратуре схем этого рода.

## Принцип действия
Четырёхтранзисторное ядро простейшей ячейки Блэкмера (на схеме обведено пунктиром) представляет собой два встречно включённых токовых зеркала. Нижнее зеркало, на npn-транзисторах Т1 и Т2, управляется втекающим входным током I1, а верхнее, на pnp-транзисторах Т3 и Т4 — вытекающим током I1. Модулируемое напряжение подаётся на вход Vx, управляющее (модулирующее) напряжение — на вход Vy. Операционные усилители A1, A2 поддерживают на коллекторах всех четырёх транзисторов нулевой потенциал виртуальной земли. А1 преобразует модулируемое напряжение Vx во входной ток ядра I1, А2 преобразует выходной ток ядра I2 в выходное напряжение Vxy. Сопротивления R в цепях обратной связи ОУ, задающие коэффициенты преобразования ток-напряжение и ограничивающие размах токов ядра, выбираются достаточно большими (100 кОм в ранних серийных микросборках, 10 кОм в позднейших сериях). Ток покоя ядра Io задаёт внешняя, термостабилизированная цепь смещения. Напряжение на ядре, равное удвоенному напряжения покоя база-эмиттер, во всех режимах неизменно. Постоянство напряжений — характерное свойство то́ковых аналоговых схем: носителем аналогового сигнала в них служит ток, а потенциалы на выводах транзисторов остаются практически неизменны.
При заземлённых управляющих входах (Vy=0) ядро работает как двунаправленный повторитель тока, а ячейка в целом — как повторитель напряжения. При подаче на вход Vx положительного напряжения выходное напряжение ОУ A1 уменьшается до уровня, при котором ток I1, втекающий в коллектор T1, точно равен Vx/R. Так как напряжения база-эмиттер Т1 и Т2 равны, то коллекторный ток Т2 точно повторяет коллекторный ток Т1. Этот ток (I2) преобразуется в выходное напряжение Vxy преобразователем на A2. Так как ячейка изначально смещена в режим AB, то при переходе Vx через ноль выходной ток формируют оба зеркала, а при отрицательных Vx выходной ток генерируется зеркалом Т3, Т4.
При ненулевом управляющем напряжении Vy (диапазон его изменений составляет несколько сотен мВ), приложенном между базами Т1 и Т2, напряжение база-эмиттер T2 увеличивается на величину Vy. При положительном Vy ток I2 возрастает, а при отрицательном Vy убывает пропорционально экспоненте Vy:
{\displaystyle I_{2}=I_{1}e^{\frac {V_{y}}{v_{t}}},}
где {\displaystyle v_{t}} — температурный потенциал, пропорциональный абсолютной температуре pn-переходов, для кремния равный примерно 26 мВ при 300 К. Рост Vy на 26 мВ увеличивает коэффициент усиления в 2,718 раз, или на +8,6 дБ; уменьшение Vy на 26 мВ во столько же раз уменьшает Ку. Благодаря перекрёстными связям между базами четырёх транзисторов та же зависимость действует и для верхней пары транзисторов: при 300 К крутизна модулирующей характеристики составляет 0,33 дБ/мВ (или 3 мВ/дБ) и для положительных, и для отрицательных значений Vx. На практике столь высокая крутизна неудобна, и обычно ядро сопрягается с управляющим сигналом, измеряемым единицами В, через активный аттенюатор на малошумящем ОУ. Использовать в этом качестве обычный делитель напряжения нельзя: источник управляющего сигнала должен иметь низкое внутреннее сопротивление, достижимое лишь в схемах на ОУ.
С ростом температуры крутизна характеристики, выраженная в дБ/мВ, уменьшается обратно пропорционально абсолютной температуре, а величина управляющего напряжения, необходимая для поддержания выбранного коэффициента усиления (мВ/дБ), возрастает. Простейший способ нейтрализации этой зависимости — использование шкалы управляющих напряжений, прямо пропорциональной абсолютной температуре. В аналоговых микшерских пультах эту роль выполняли пассивные цепи на терморезисторах с положительным температурным коэффициентом.

## Нелинейные искажения
Важнейшие качественные показатели ячейки Блэкмера — уровень нелинейных искажений, уровень шума, и предельное подавление модулируемого сигнала (иначе, динамический диапазон регулирования) — взаимосвязаны между собой. Добиться наилучших показателей в одном изделии на практике невозможно; каждая серия микросхем оптимизируется под компромиссный набор критериев.
В серийных микросборках первого поколения коэффициент нелинейных искажений не опускался ниже 0,03 %, в позднейших, улучшенных вариантах в интегральном исполнении он был снижен до 0,001 % при выходном напряжении 1 В. Нелинейные искажения простейшей ячейки Блэкмера порождаются тремя явлениями:
- ошибкой логарифмирования из-за падения напряжения на ненулевых сопротивлениях баз и эмиттеров транзисторов;
- асимметрией верхней и нижней половин ядра;
- и нелинейностью входного преобразователя напряжения в ток[12].

Основной способ нейтрализации первых двух явлений — увеличение геометрических размеров транзисторов ядра. Чем больше площадь эмиттерного перехода, тем меньше его сопротивление (в серийных ИС оно не превышает 1 Ом), и тем меньше влияние технологического разброса при фотолитографии. Рассогласование параметров транзисторов, обусловленное разницей их температур, предотвращается оптимальным размещением на кристалле. Рассогласование параметров транзисторов, обусловленное технологическими различиями pnp- и npn-структур, на практике нейтрализуется балансировкой (симметрированием) верхнего и нижнего зеркал. Для этого в цепь базы одного из выходных транзисторов вводится внешний постоянный ток, смещающий напряжение на базе на величину порядка нескольких десятков или сотен мкВ. В идеале, это дополнительное напряжение смещения должно быть пропорционально абсолютной температуре. В интегральных схемах 1980-х годов для балансировки использовались внешние потенциометры, в 1990-е годы цепь смещения, пропорционального абсолютной температуре, стали размещать непосредственно на кристалле. Каждый кристалл балансируется индивидуальной лазерной подгонкой, но при последующем корпусировании настройка неизбежно сбивается. Готовые микросхемы сортируются по ценовым группам в зависимости от степени разбалансировки, которая в свою очередь определяет коэффициент нелинейных искажений конкретного экземпляра.

## Шум
Основной составляющей собственного шума ячейки Блэкмера является дробовой шум транзисторов ядра. Понятие отношения сигнал-шум к ячейке Блэкмера не вполне применимо, так как помимо шума покоя (выходного шумового тока в отсутствие модулируемого сигнала), ячейка генерирует пульсирующие, промодулированные входным сигналом шумы, связанные с мгновенным значением входного сигнала нелинейной зависимостью. Эти пульсирующие шумы содержат как дробовой шум, так и тепловые шумы транзисторов, и шумы источника управляющего напряжения. Чем ниже шум покоя, тем заметнее эти пульсации, по крайней мере, при инструментальных измерениях; вопрос о заметности пульсаций шума на слух однозначного ответа не имеет. Пульсации дробового и теплового шума устранить невозможно, но их заметность можно снизить намеренным увеличением шума покоя.
Уровень дробового шума транзистора пропорционален квадратному корню мгновенного значения его эмиттерного тока, поэтому для уменьшения шума покоя следует сместить ячейку в режим АВ и установить минимально возможное значение тока покоя. Для уменьшения нелинейных искажений, особенно на высоких частотах, напротив, следует сместить ячейку в режим А, что неизбежно увеличивает мощность шума. Например, в интегральных разработках THAT Corporation 1990-х годов изменение тока покоя ядра с 20 мкА (режим АВ) до 750 мкА (режим А) приводило к росту шума покоя на 17 дБ. Оба подхода имеют свои достоинства и недостатки, единственно верного решения не существует.
Ячейка Блэкмера чрезвычайно чувствительна к шумам и прочим помехам, поступающим извне на управляющий вход: эти помехи, наложенные на управляющий сигнал, непосредственно модулируют выходной ток. При относительно большом размахе модулируемого сигнала внешняя помеха преобладает над всеми собственными источниками шума; для этого достаточно, чтобы спектральная плотность помехи на управляющем входе составляла несколько нВ/{\displaystyle {\sqrt {}}}Гц. Такую, или бо́льшую, плотность шума напряжения, приведённую ко входу, имеет абсолютное большинство ОУ широкого применения. Очевидный, но всегда соблюдавшийся на практике способ минимизации таких помех — тщательное проектирование управляющей цепи. Шумы и помехи в этой цепи следует искоренять столь же последовательно, как и шумы основного звукового канала.

## Усовершенствованные варианты

### Восьмитранзисторное ядро
Альтернативный балансировке способ симметрирования верхнего (pnp) и нижнего (npn) предложил Пол Бафф. В ячейке Баффа последовательно с каждым из четырёх транзисторов ядра Блэкмера включен дополнительный транзистор противоположного типа проводимости в диодном включении. В каждом из четырёх плеч ядра работает пара комплементарных транзисторов, что заметно снижает «врождённую» асимметрию блэкмеровской схемы. Крутизна управления восьмитранзисторной ячейки (6 мВ/дБ или 0,17 дБ/мВ) вдвое ниже, чем у базовой схемы. Схема Баффа была реализована в полупроводниковых ИС EGC-101 и TA-101, выпускавшихся компаниями Allison Research и Valley People с 1980 года.
Второе полезное свойство введённых Баффом диодов — стабилизация петли обратной связи, охватывающей входные транзисторы ядра. В обычном, четырёхтранзисторном, ядре петлевое усиление изменяется в столь широком диапазоне, что устойчивая работа входного ОУ возможна лишь в режиме AB. Диоды (транзисторы в диодном включении) служат своего рода балластом, который снижает петлевое усиление входного контура до значений, при которых для надёжной стабилизации входного ОУ в наиболее сложном режиме А достаточно единственной корректирующей ёмкости малого номинала.

### Коррекция ошибки логарифмирования
Теоретическая экспоненциальная зависимость тока через прямо смещённый эмиттерный переход от напряжения на нём на практике нарушается из-за падения напряжения на активных сопротивлениях базы и эмиттера (активным сопротивлением коллектора на практике можно пренебречь). При нулевом управляющем напряжении, если эффективные сопротивления всех четырёх эмиттеров ядра совпадают, ошибки логарифмирования входных и выходных транзисторов взаимно компенсируются. В любой иной точке нескомпенсированная ошибка логарифмирования порождает зависимость коэффициента передачи тока от его амплитуды, и как следствие, неблагозвучные нечётные гармоники в выходном сигнале.
Для нейтрализации ошибки логарифмирования применяется восьмитранзисторная модификация ячейки Блэкмера с перекрёстными обратными связями. Величины добавочных сопротивлений R, при которых ошибки входных и выходных транзисторов компенсируют друг друга, равны 2Ree/α, где Ree — эффективное сопротивление эмиттера, α — коэффициент передачи тока в схеме с общей базой. На практике такой подход позволяет нейтрализовать влияние сопротивлений эмиттеров (их величины практически постоянны во всех режимах), но не сопротивлений баз, которые изменяются в зависимости от протекающих токов. Нейтрализовать «вклад» сопротивлений баз можно только уменьшением их абсолютных величин через увеличение геометрических размеров транзисторов. В серийных микросхемах они столь велики, что для коррекции ошибки достаточно добавочных резисторов величиной не более 1 Ом.

### Параллельное включение
При параллельном включении идентичных ядер Блэкмера, так же как и при параллельном включении транзисторов, входной и выходной токи возрастают пропорционально количеству ядер, а шумовая составляющая выходного тока — лишь пропорционально квадратному корню из количества. Например, при включении четырёх ядер выходной ток возрастает в четыре раза, а ток шума — всего в два раза, следовательно, отношение сигнал-шум улучшается на 6 дБ. На практике количество запараллеливаемых ядер ограничено как их стоимостью, так и сложностью согласования их рабочих точек. В выпускавшейся серийно гибридной сборке dbx202x использовалось восемь параллельных ядер в интегральном исполнении, в сборке THAT2002 — четыре ядра.

### Замена входного ОУ на усилитель с токовым выходом
Ячейка Блэкмера, в особенности смещённая в режим АВ, представляет собой сложную, нелинейную нагрузку для входного усилителя (А1 на принципиальной схеме). При использовании классического операционного усилителя петлевое усиление цепи, охватывающей входной ОУ, изменяется в зависимости от мгновенного значения тока через активные транзисторы ячейки. ОУ широкого применения, охваченные глубокой отрицательной обратной связью, способны эффективно компенсировать нелинейность нагрузки лишь на низких частотах. На верхних октавах звукового диапазона, по мере спада коэффициента усиления ОУ, нелинейные искажения возрастают до неприемлемых значений.
Нелинейность такого рода можно исключить, заменив усилитель с выходом по напряжению (ОУ) на усилитель с выходом по току (транскондуктивный усилитель). Петлевое усиления транскондуктивного усилителя, включённого вместо А1, не зависит от мгновенного значения тока (но по-прежнему зависит от коэффициента усиления ячейки, заданного управляющим напряжением). Такое решение применяется, например, в ИС THAT2181. По утверждению разработчика, входной усилитель этой схемы не привносит в сигнал заметных искажений вплоть до коэффициента усиления ячейки +20 дБ. На меньших уровнях усиления заявленный коэффициент нелинейных искажений составляет не более 0,005 %, уровень шума при единичном усилении не хуже −97 dbV, диапазон регулирования усиления составляет 100 дБ при погрешности регулирования не более 2 % (130 дБ без ограничения по погрешности).

### Подавление прохождения управляющего сигнала на выход ячейки
В большинстве реальных применений ячейка Блэкмера эффективно подавляет прохождение управляющего сигнала на выход схемы. Однако при больших скоростях нарастания и спада управляющего сигнала он может замыкаться на выход схемы через коллекторные ёмкости выходных транзисторов ядра. Противофазные импульсные токи помехи, проходящие через ёмкости двух транзисторов, компенсируют друг друга лишь частично; полная компенсация невозможна из-за неизбежной разницы емкостей pnp- и npn-транзисторов. Особенно подвержены этим помехам восьмитранзисторные ячейки в режиме А. Для полного подавления помехи на вход ОУ А2 подаётся ток, равный по величине разностному току помехи и противоположный ей по направлению. Величина разделительной ёмкости, через которую подаётся этот ток, определяется опытным путём.

## История разработки и применения
На рубеже 1960-х и 1970-х годов, по мере перехода студий звукозаписи на многоканальную магнитную запись, продюсеры и звукоинженеры столкнулись с ростом шума до неприемлемых в студийной технике уровней. Узкие дорожки многоканальных магнитофонов шумели больше, чем широкие дорожки их предшественников; большое число дорожек, используемых при сведении, лишь усугубляло проблему. Одновременно, количество всевозможных электронных устройств в студиях выросло настолько, что управлять ими вручную стало затруднительно. В отрасли возник спрос, с одной стороны, на системы шумопонижения, а с другой — на средства дистанционного управления студийным оборудованием. Базовым электронным узлом, использовавшимся для обеих этих задач, был и остаётся управляемый напряжением усилитель (УНУ) — малошумящий, широкополосный амплитудный модулятор.
Первыми УНУ, широко распространившимися в звукотехнике, были дешёвые модуляторы на базе полевого транзистора в режиме управляемого сопротивления. Эти узлы использовались, например, во всех вариантах бытовой системы шумопонижения Dolby B, но требованиям профессиональных звукоинженеров не удовлетворяли.
В 1968 году Барри Гилберт изобрёл схему УНУ на биполярных транзисторах одного типа проводимости, которая широко распространилась в радиотехнике; в 1971 году Дэвид Блэкмер предложил альтернативную конструкцию на комплементарных биполярных транзисторах, рассчитанную на высококачественную запись и воспроизведение звука. При всех своих достоинствах у решения Блэкмера был принципиальный недостаток: в 1970-е годы оно, в отличие от ячейки Гилберта, не могло быть реализовано в интегральном исполнении.
В 1973 году основанная Блэкмером компания dbx, Inc. вывела на рынок первую микросборку его схемы, dbx202. За характерный вид корпуса американские звукоинженеры прозвали её «чёрной банкой», англ. black can). В dbx202 использовались четвёрки тщательно подобранных дискретных транзисторов в металлических корпусах. Транзисторы запрессовывались в керамическую обойму, служившую общим «термостатом», и распаивались на текстолитовую плату, которая в свою очередь запрессовывалась в «чёрную банку». По утверждениям компании, уровень тепловой инерции конструкции был таков, что неизбежные для схемы Блэкмера тепловые искажения проявлялись только на самых нижних звуковых частотах. В 1978 году была выпущена восьмитранзисторная dbx202C с цепью коррекции ошибки логарифмирования; коэффициент нелинейных искажений (Кни) удалось снизить с 0,03 % до 0,01 %, а диапазон регулирования вырос с 110 до 116 дБ. В 1980 году на рынок вышла работающая в режиме А ИС dbx2001 (разработчик — Роберт Адамс). Заявленный коэффициент нелинейных искажений снизился до менее 0,001 %; уровень шума и диапазон регулирования были, напротив, хуже чем у аналогов в режиме АВ.
К этому времени планарные микроэлектронные технологии вышли на уровень, позволивший формировать на одном кристалле качественные комплементарные пары npn- и pnp-транзисторов. Первую полупроводниковую ИС ячейки Блэкмера вывела на рынок компания Allison Research. Спроектированная Полом Баффом ИС ECG-101, фактически представлявшая набор из восьми изолированных транзисторов, была рассчитана на работу в режиме А. Благодаря переводу в режим А в выходном токе EGC-101 практически отсутствовали неблагозвучные нечётные гармоники; характерный «почерк» этой ИС определялся исключительно уровнем чётных гармоник, который зависел от точности балансировки нуля.
В 1981 году, после четырёх лет экспериментов, на рынок вышло первое семейство полупроводниковых ИС компании dbx, Inc. — dbx2150/2151/2155 (разработчик — Дэйв Уэлланд, будущий основатель Silicon Labs). Под этими тремя обозначениями продавалась одна и та же ИС: лучшие образцы маркировались кодом 2151, худшие — 2155, а наибольшее распространение получила средняя по качеству серия dbx2150. Однорядный корпус с восемью выводами (SIP8) и его цоколёвка обеспечивали отличную изоляцию входных и выходных сигналов и стали отраслевым стандартом, а впоследствии воспроизводились в улучшенных вариантах блэкмеровской схемы — dbx2100, THAT2150, THAT2181 и так далее. Основным потребителем прецизионных микросхем этого поколения был и остаётся узкий круг производителей студийной аппаратуры. Попытки вывести на рынок бытовой аппаратуры систему шумопонижения dbx, ядром которой служила ячейка Блэкмера в связке с блэкмеровским же детектором среднеквадратического напряжения, закончились поражением. Единственным действительно массовым рынком стали оснащённые системой dbx декодеры системы телевещания с многоканальной передачей звука стандарта BTSC, действовавшего в США с 1984 по 2009 годы.
После ухода Блэкмера из dbx, Inc. компанию поглотил конгломерат Harman International. В 1989 году dbx, Inc. разделилась: Harman International оставила себе производство студийной аппаратуры, а возглавляемое учениками Блэкмера производство микросхем стало независимой компанией THAT Corporation. Именно к ней перешли права на патенты Блэкмера и торговая марка Blackmer. По состоянию на февраль 2016 года, THAT Corporation продолжает выпуск двух одиночных и одного сдвоенного УНУ по схеме Блэкмера.

## Комментарии
1. ↑  Вторая равноценная схема этого рода - модулятор Дугласа Фрея (англ. Operational Voltage-Controlled Element, OVCE), восходящий к базовой схеме ячейки Гилберта[4].
2. ↑  Первое утверждение (равенство токов) предполагает идентичность входных и выходных транзисторов, второе, кроме того — и равенство масштабирующих сопротивлений R в цепях обратной связи ОУ.
3. ↑  Например, в выпускаемой в XXI веке ИС THAT2181 управляющее напряжение восьмитранзисторного ядра может составлять от -540 до +180 мВ, при этом коэффициент передачи при 300К изменяется от -90 до +30дБ[2].
4. ↑  Два других побочных следствия — увеличение емкостей pn-переходов и уменьшение теплового шума транзисторов. Ни то, ни другое на практике не имеет особого значения. Влияние емкостей в токовой схеме минимально (напряжения на выводах транзисторов практически постоянны). Мощность теплового шума, как правило, намного ниже мощности дробового шума[16].
5. ↑  Пол Конрад Бафф (1936—2015) — звукоинженер, в 1970-е сотрудничавший с Фрэнком Заппой и профессионально занимавшийся разработкой звукового оборудования. Основатель компании Allison Research, после её объединения с Valley Audio — руководитель объединённой Valley People. В 1980-е годы отошёл от музыкального бизнеса и занялся разработкой и производством светотехники для профессиональной фотографии (торговая марка Paul C. Buff, Inc.)[26].
6. ↑  Эффективное сопротивление эмиттера Ree равно Re + Rb/(β+1), где Re, Rb — активные сопротивления эмиттера и базы, β — коэффициент усиления тока в схеме с общим эмиттером[29].